# ماساتومو سودو
ماساتومو سودو (須藤昌朋 سودو ماساتومو) هو رسام أنمي ياباني ولد في 28 يناير 1961 في هوكايدو.

## أعماله في الأنمي

### مسلسلات أنمي تلفزيونية
- المحقق كونان (تصميم الشخصيات (الحلقات 1-355, 505-حالياً), إخراج الرسوم المتحركة, الإشراف على الرسوم المتحركة, الرسوم المفتاحية)
- همتارو (تصميم الشخصيات (بالتعاون مع جونكو ياماناكا))
- إنجل هارت (إخراج الرسوم المتحركة)
- كينيتشي: التلميذ الأقوى (تصميم الشخصيات (بالتعاون مع جونكو ياماناكا), إخراج الرسوم المتحركة)
- هيتوهيرا (تصميم الشخصيات (بالتعاون مع جونكو ياماناكا))
- أسطورة موموتارو (إخراج الرسوم المتحركة)

### أوفا أنمي
- أوشيو وتورا (تصميم الشخصيات)
- مجموعة غوشو أوياما للقصص القصيرة (تصميم الشخصيات, إخراج الرسوم المتحركة الرئيسي)

### أفلام أنمي
- روجين Z (الرسوم المقتاحية)
- أكيرا (الرسوم المقتاحية)
- سلسلة أفلام المحقق كونان
  - المحقق كونان: العد التنازلي لناطحة السحاب (تصميم الشخصيات, إخراج الرسوم المتحركة الرئيسي)
  - المحقق كونان: الهدف الرابع عشر (تصميم الشخصيات, إخراج الرسوم المتحركة الرئيسي)
  - المحقق كونان: ساحر القرن الأخير (تصميم الشخصيات, إخراج الرسوم المتحركة الرئيسي)
  - المحقق كونان: أسير في عينيها (تصميم الشخصيات, إخراج الرسوم المتحركة الرئيسي)
  - المحقق كونان: عد تنازلي إلى الجنة (تصميم الشخصيات, إخراج الرسوم المتحركة الرئيسي)
  - المحقق كونان: خيال شارع بيكر (تصميم الشخصيات, إخراج الرسوم المتحركة الرئيسي)
  - المحقق كونان: تقاطع طرق في العاصمة القديمة (تصميم الشخصيات, إخراج الرسوم المتحركة الرئيسي)
  - المحقق كونان: ساحر السماء الفضية (تصميم الشخصيات, إخراج الرسوم المتحركة الرئيسي)
  - المحقق كونان: إستراتيجية ما فوق الأعماق (تصميم الشخصيات, إخراج الرسوم المتحركة الرئيسي)
  - المحقق كونان: لحن وداع المتحرين (تصميم الشخصيات, إخراج الرسوم المتحركة الرئيسي)
  - المحقق كونان: علم القراصنة في عرض المحيط (تصميم الشخصيات, إخراج الرسوم المتحركة الرئيسي)
  - المحقق كونان: لحن كامل من الرعب (تصميم الشخصيات, إخراج الرسوم المتحركة الرئيسي)
  - المحقق كونان: المطارد الأسود (تصميم الشخصيات, إخراج الرسوم المتحركة الرئيسي)
  - المحقق كونان: السفينة الضائعة في السماء (تصميم الشخصيات, إخراج الرسوم المتحركة الرئيسي)
  - المحقق كونان: 15 دقيقة من الصمت (تصميم الشخصيات, إخراج الرسوم المتحركة الرئيسي)
  - المحقق كونان: المهاجم الحادي عشر (تصميم الشخصيات, إخراج الرسوم المتحركة الرئيسي)
  - المحقق كونان: عين خفية في البحر البعيد (تصميم الشخصيات, إخراج الرسوم المتحركة الرئيسي)
  - المحقق كونان: قناص من بعد آخر (تصميم الشخصيات, إخراج الرسوم المتحركة الرئيسي)
  - المحقق كونان: تباعات الشمس الجهنمية (تصميم الشخصيات, إخراج الرسوم المتحركة الرئيسي)
  - المحقق كونان: الكابوس الأشد سوادا (تصميم الشخصيات, إخراج الرسوم المتحركة الرئيسي)
  - المحقق كونان: رسالة الحب القرمزية (تصميم الشخصيات, إخراج الرسوم المتحركة الرئيسي)
  - المحقق كونان: جلاد زيرو (تصميم الشخصيات, إخراج الرسوم المتحركة الرئيسي)
  - المحقق كونان: القبضة اللازوردية (تصميم الشخصيات, إخراج الرسوم المتحركة الرئيسي)
  - المحقق كونان: الرصاصة القرمزية (تصميم الشخصيات, إخراج الرسوم المتحركة الرئيسي)
- لوبين الثالث ضد المحقق كونان: الفيلم (تصميم الشخصيات (بالتعاون مع ساتوشي هيراياما), إخراج الرسوم المتحركة الرئيسي)

## أعماله في ألعاب الفيديو
- عودة أنيت (تصميم الشخصيات, إخراج الرسوم المتحركة)